# Europsko prvenstvo u košarci za žene – Italija 1974.
Europsko prvenstvo u košarci za žene 1974. godine održalo se u Italiji 1974. godine.